# Jeanne Bernard Dabos
Jeanne Bernard Dabos, née à Lunéville le 11 février 1765 et morte à Paris le 23 mai 1842, est une peintre miniaturiste française.

## Biographie
Jeanne Bernard naît le 11 février 1765 à Lunéville. Elle est la fille du calligraphe Jean-Joseph Bernard, et de son épouse, Rose Brute.  
Elle étudie le dessin auprès d'Adélaïde Labille-Guiard. Une lettre de 1787 au Mercure de France indique qu'elle a soumis deux dessins et un pastel à l'Exposition de la Jeunesse de cette année-là. Elle épouse le peintre Laurent Dabos en 1788.  
En 1789, Jeanne Dabos expose des miniatures au salon de Toulouse, puis au Salon de Paris en 1791 et de 1802 à 1835.  Elle réalise un portrait de Marie-Antoinette, que nous connaissons grâce à une gravure d'Antoine de Phélippeaux. Elle effectue également un dessin du Dauphin à la craie et à la gouache lors de leur séjour à la prison du Temple en 1792. 
Jeanne Bernard Dabos décède à Paris en 1842,.

## Œuvres
- Petite fille se cachant derrière un rideau transparent, Salon de 1802.
- La Paresseuse, Salon de 1804.
- Portrait d'une dame en costume de voyage, 1804.
- Deux jeunes personnes sur une terrasse, regardant au travers d'un télescope, Salon de 1806.
- Une Baigneuse, Salon de 1806.
- Belle et Bonne, offrant à Voltaire des immortelles pour le jour de sa naissance, Salon de 1808.
- Jean-Jacques Rousseau avec Thérèse, Salon de 1808.
- Première leçon de dessin d'une mère à son fils, Salon de 1810.
- Une Vestale, Salon de 1812.
- Jeune fille faisant sa prière, Salon de 1812.
- Les Lis, ou la sortie du Te Deum, Salon de 1814.
- Une Partie de masques, Salon de 1814.
- Milton soigné dans ses derniers moments par sa fille Debora, Salon de 1817.
- Une jeune femme tenant un enfant dans ses bras, Salon de 1817.
- Le Billet doux, Salon de 1819.
- Deux jeunes femmes dans la boutique d'un pâtissier, Salon de 1824.
- Une jeune fille, qui a remporté un prix au conservatoire, vient se jeter dans les bras de sa grand-mère, Salon de 1824.
- Le Feu prend au berceau d'un enfant, Salon de 1831.
- Jeune personne tenant un masque, Salon de 1831.
- Le Déjeuner des repasseuses, Salon de 1833.
- La Marchande de lilas dans un cabaret, Salon de 1833.
- Jeune baigneuse surprise par l'Amour, Salon de 1834.
- Jeune marchande de cerises, Salon de 1835.

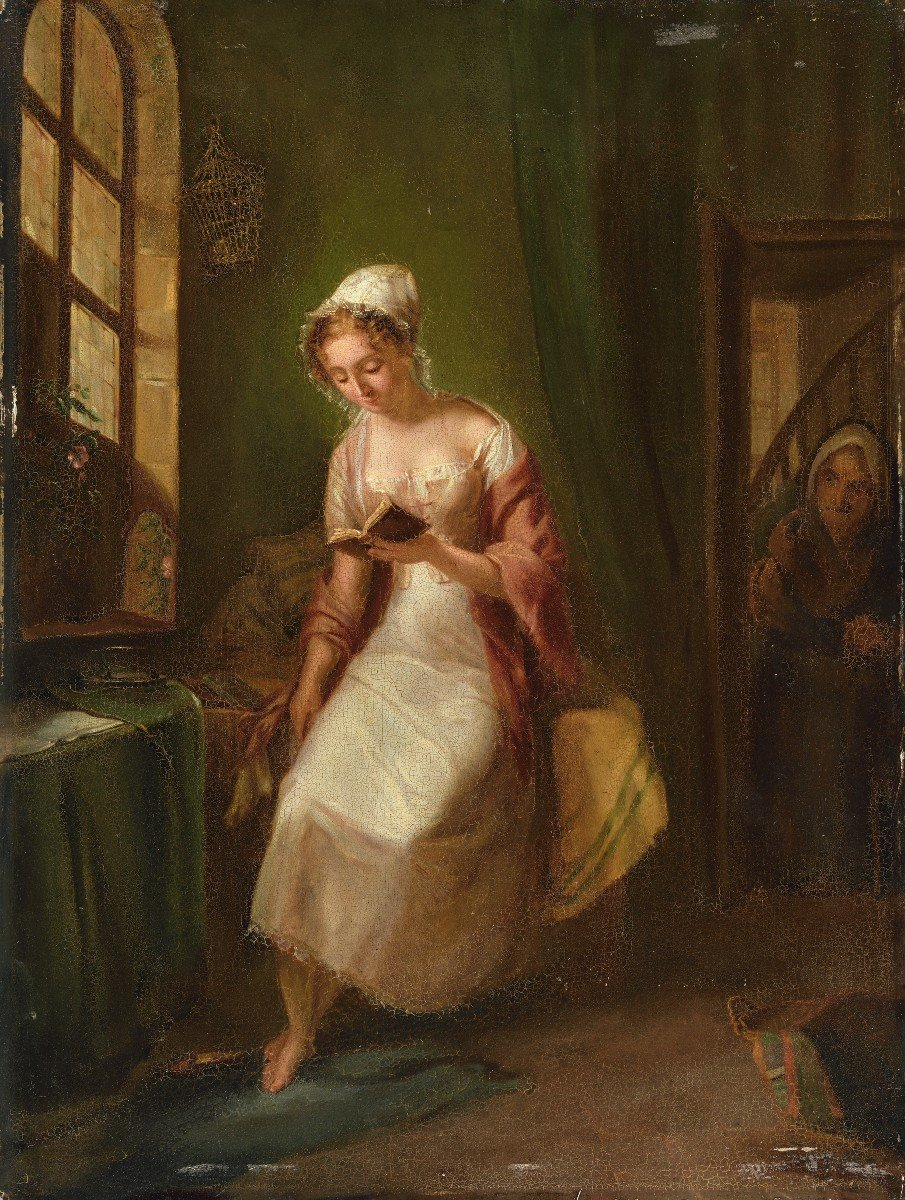
Jeanne Bernard Dabos - La Paresseuse - Huile sur bois, vers 1804.
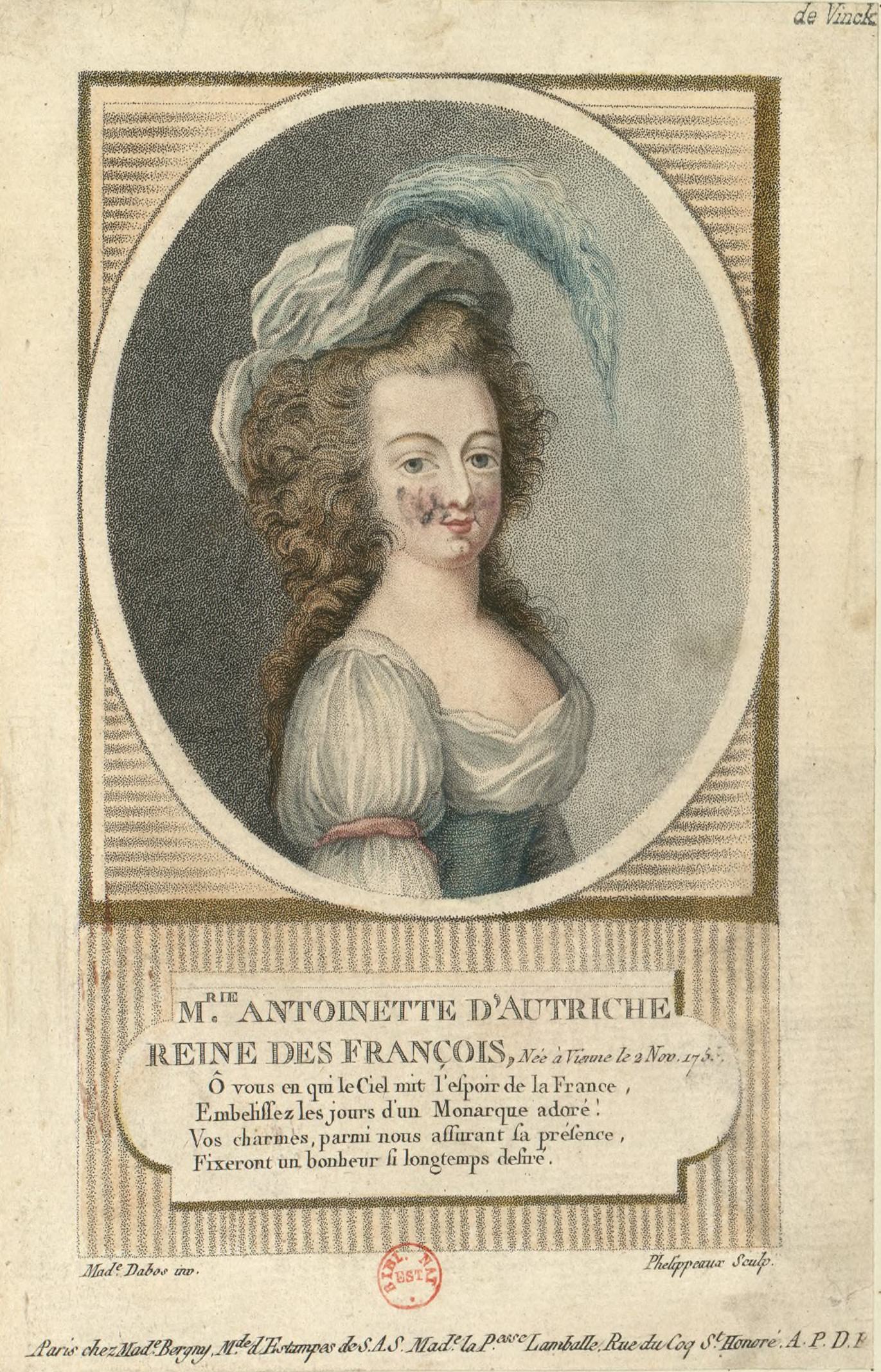
Antoine de Phélippeaux - Portrait de Marie-Antoinette - Gravure du portrait réalisé par Jeanne Bernard Dabos